# Ponta da Madeira
O Terminal Marítimo de Ponta da Madeira é um porto pertencente à Vale S.A.. O porto é adjacente ao Porto do Itaqui, próximo à cidade de São Luís e defronte à Baía de São Marcos, no Maranhão, nordeste do Brasil. Destina-se principalmente à exportação de minério de ferro trazido do projeto Serra dos Carajás, no Pará.

## História
O local foi escolhido no lugar do porto de Belém, mais próximo, devido à profundidade natural da baía de São Marcos, de mais de 26m durante a maré baixa, que permitiria minimizar os custos com dragagem para a atracação de navios graneleiros de grande porte; Ponta da Madeira constitui, com o Europoort de Roterdã (local de destino de boa parte dos navios carregados no Terminal), o único conjunto de portos capaz de lidar com navios de 23m de calado, se não contarmos os terminais petroleiros de alto mar (capazes de lidar com navios de até 30m de calado; o maior existente no mundo em janeiro de 2006 é um superpetroleiro de 24.6m).
A vantagem oferecida pela profundidade natural da baía quase foi contrabalançada pela amplitude da maré, que gera fortes correntes e chegou a pôr a pique um navio, pouco antes da estreia do cargueiro gigante Berge Stahl, encomendado especificamente para fazer a rota Ponta da Madeira-Roterdã. Blocos de concreto, denominados molhes, foram colocados em posições estratégicas logrando abater e direcionar as correntes.
O porto possui cinco berços de atracação: Píer 1 , Píer 3 Sul, Píer 3 Norte, Píer 4 Sul e Píer 4 Norte.

## Movimentação
| Movimentação | Movimentação |
| ------------ | ------------ |
| 2019         | 190,1        |
| 2020         | 191,3        |
| 2021         | 182,4        |
| 2022         | 168,1        |
| 2023         | 166,3        |
| 2024         | 175,8        |

Em 2020, o porto de Ponta da Madeira movimentou 191,2 milhões de toneladas.
É o campeão nacional em movimentação de cargas.
Hoje, a Vale S.A. tem planos de diversificar as cargas embarcadas no terminal, em seguida à integração da Estrada de Ferro Carajás com a Ferrovia Norte-Sul. A empresa também negocia com siderúrgicas de diversos países a criação de um grande pólo siderúrgico, aproveitando o minério de ferro e a mão de obra baratos. Este projeto tem sido alvo de críticas de ecologistas e outros que temem que a poluição resultante cause danos à cidade histórica de São Luís, considerada patrimônio da humanidade pela Unesco.